# Уряд Тадеуша Мазовецького
Уряд Тадеуша Мазовецького — польський уряд під керівництвом прем'єр-міністра Тадеуша Мазовецького, призначеного на цю посаду президентом Польщі 24 серпня 1989 року після того, як Сейм відхилив комуністичний уряд Чеслава Кіщака. Одержав обов'язковий вотум довіри від Сейму 12 вересня 1989 року.
Прийшов до влади після парламентських виборів 1989 року. 
Подав у відставку 25 листопада 1990 року. Сейм прийняв відставку прем'єр-міністра 14 грудня, хоча він продовжував виконувати свої обов'язки до формування уряду Яна Кшиштофа Белецького 4 січня 1991 року. 
Маючи у своєму складі більшість міністрів, підтриманих профспілкою «Солідарність», це був перший уряд у Польщі та будь-якій іншій східноєвропейській державі з кінця 1940-х років, у якому не панували комуністи та їхні попутники.

## Історія
Домовленості Круглого столу, підписані у квітні 1989 року між представниками владущої комуністичної ПОРП та опозиційної профспілки «Солідарність», спочатку не передбачали створення уряду з боку «Солідарності». У вільних виборах брали б участь тільки близько 35% Сейму разом з усім Сенатом, що дало б, вочевидь, гарантовану більшість для формування уряду Патріотичному руху за національне відродження, де панували комуністи.
Однак на підсумкових виборах у червні кандидати, яких підтримувала «Солідарність», здобули всі місця в Сеймі та всі, крім одного, в Сенаті. Ця перемога прискорила розпад комуністичної коаліції. У липневій статті під назвою «Ваш президент, наш прем'єр-міністр» провідний діяч «Солідарності» Адам Міхнік запропонував велику коаліцію між «Солідарністю» та реформістськими елементами режиму в обмін на підтримку першою обрання президентом лідера комуністів Войцеха Ярузельського..
19 липня Ярузельського обрали президентом, а він доручив міністру внутрішніх справ генералові Чеславу Кіщаку очолити уряд, маючи намір надати «Солідарності» кілька символічних посад. Однак лідер «Солідарності» Лех Валенса розпочав переговори з давніми партіями-сателітами ПОРП, Демократичною партією та Об'єднаною народною партією, багато членів яких були в боргу перед «Солідарністю» за підтримку їх у другому турі виборів. 17 серпня 1989 року Валенса, Роман Малиновський і Єжи Юзвяк оголосили, що «Солідарність» утворила коаліцію з Об'єднаною народною партією і Демократичною партією, керуючи більшістю в Сеймі. Це позбавило Кіщака можливості сформувати уряд, і він пішов у відставку.
Тоді президент Ярузельський погодився призначити прем'єр-міністром члена «Солідарності». Валенса запропонував як потенційних кандидатів Тадеуша Мазовецького, Броніслава Геремека та Яцека Куроня, і партнери по коаліції погодилися на першого з трьох. 19 серпня Ярузельський висунув Мазовецького прем'єр-міністром, а 24 серпня його на цю посаду обрав Сейм. 12 вересня 402 голосами «за» було затверджено весь уряд, при цьому не було жодного «проти», а 13 утрималися. Це був перший уряд у Східній Європі з 1948 року з некомуністичною більшістю, і його призначення стало віхою на шляху падіння комунізму в інших країнах регіону.

## Рада Міністрів Тадеуша Мазовецького (1989—1991)
| Посада                                                                              | Ім'я і прізвище              | Партійність на початку                            | Партійність наприкінці         | Вступ на посаду | Звільнення      |
| ----------------------------------------------------------------------------------- | ---------------------------- | ------------------------------------------------- | ------------------------------ | --------------- | --------------- |
| Голова Ради Міністрів                                                               | Тадеуш Мазовецький           | Незалежний (Громадянський комітет «Солідарність») | ДУ                             | 24 серпня 1989  | 4 січня 1991    |
| Віцепрем'єрМіністр фінансів                                                         | Лешек Бальцерович            | Незалежний (ГК «Солідарність»)                    | Незалежний (ГК «Солідарність») | 12 вересня 1989 | 12 січня 1991   |
| Міністр сільського господарства та харчової промисловості                           | Чеслав Яницький(Віцепрем'єр) | ОСП                                               | ПСП                            | 12 вересня 1989 | 6 липня 1990    |
| Міністр сільського господарства та харчової промисловості                           | Мечислав Стельмах(в. о.)     | Незалежний                                        | Незалежний                     | 6 липня 1990    | 14 вересня 1990 |
| Міністр сільського господарства та харчової промисловості                           | Януш Билінський              | Незалежний (ГК «Солідарність»)                    | Незалежний (ГК «Солідарність») | 14 вересня 1990 | 12 січня 1991   |
| Віцепрем'єрМіністр-начальник Управління науково-технічного прогресу та впровадження | Ян Яновський                 | ДП                                                | ДП                             | 12 вересня 1989 | 12 січня 1991   |
| Міністр внутрішніх справ                                                            | Чеслав Кіщак(Віцепрем'єр)    | ПОРП                                              | Незалежний                     | 12 вересня 1989 | 6 липня 1990    |
| Міністр внутрішніх справ                                                            | Кшиштоф Козловський          | Незалежний (ГК «Солідарність»)                    | Незалежний (ГК «Солідарність») | 6 липня 1990    | 12 січня 1991   |
| Міністр закордонних справ                                                           | Кшиштоф Скубішевський        | Незалежний                                        | Незалежний                     | 12 вересня 1989 | 12 січня 1991   |
| Міністр національної оборони                                                        | Флоріан Сівіцький            | ПОРП                                              | Незалежний                     | 12 вересня 1989 | 6 липня 1990    |
| Міністр національної оборони                                                        | Пйотр Колодзейчик            | Незалежний                                        | Незалежний                     | 6 липня 1990    | 12 січня 1991   |
| Міністр-керівник апарату Ради міністрів                                             | Яцек Амбросяк                | Незалежний (ГК «Солідарність»)                    | ДУ                             | 12 вересня 1989 | 12 січня 1991   |
| Міністр без портфеля                                                                | Артур Балаж                  | Незалежний (ГК «Солідарність»)                    | Незалежний (ГК «Солідарність») | 12 вересня 1989 | 12 січня 1991   |
| Міністр юстиції                                                                     | Олександр Бентковський       | ОСП                                               | ПСП                            | 12 вересня 1989 | 12 січня 1991   |
| Міністр культури й мистецтва                                                        | Ізабелла Цивінська           | Незалежний (ГК «Солідарність»)                    | Незалежний (ГК «Солідарність») | 12 вересня 1989 | 12 січня 1991   |
| Міністр, член уряду (з роботи з політичними організаціями та об'єднаннями)          | Олександр Галь               | Незалежний (ГК «Солідарність»)                    | ФДП                            | 12 вересня 1989 | 12 січня 1991   |
| Міністр довкілля і природних ресурсів                                               | Броніслав Камінський         | ОСП                                               | ПСП                            | 12 вересня 1989 | 12 січня 1991   |
| Міністр охорони здоров'я і соціального захисту                                      | Анджей Косиняк-Камиш         | ОСП                                               | ПСП                            | 12 вересня 1989 | 12 січня 1991   |
| Міністр зв'язку (без портфеля до 20 грудня 1989)                                    | Марек Кухарський             | ДП                                                | ДП                             | 12 вересня 1989 | 14 вересня 1990 |
| Міністр зв'язку (без портфеля до 20 грудня 1989)                                    | Єжи Слезак                   | ДП                                                | ДП                             | 14 вересня 1990 | 12 січня 1991   |
| Міністр праці та соціальної політики                                                | Яцек Куронь                  | Незалежний (ГК «Солідарність»)                    | ГРзДД                          | 12 вересня 1989 | 12 січня 1991   |
| Міністр внутрішнього ринку                                                          | Олександр Мацкевич           | ДП                                                | ДП                             | 12 вересня 1989 | 12 січня 1991   |
| Міністр-начальник Центрального планового управління                                 | Єжи Осятинський              | Незалежний (ГК «Солідарність»)                    | ГРзДД                          | 12 вересня 1989 | 12 січня 1991   |
| Міністр планування і будівництва                                                    | Олександр Пашинський         | Незалежний (ГК «Солідарність»)                    | ДУ                             | 12 вересня 1989 | 12 січня 1991   |
| Міністр освіти                                                                      | Генрик Самсонович            | Незалежний (ГК «Солідарність»)                    | Незалежний (ГК «Солідарність») | 12 вересня 1989 | 12 січня 1991   |
| Міністр промисловості                                                               | Тадеуш Сирийчик              | Незалежний (ГК «Солідарність»)                    | ФДП                            | 12 вересня 1989 | 12 січня 1991   |
| Міністр економічного співробітництва з зарубіжними країнами                         | Марцін Свенцицький           | ПОРП                                              | ДУ                             | 12 вересня 1989 | 12 січня 1991   |
| Міністр без портфеля                                                                | Вітольд Тшецяковський        | Незалежний (ГК «Солідарність»)                    | ДУ                             | 12 вересня 1989 | 12 січня 1991   |
| Міністр транспорту та морського господарства                                        | Францишек Вельондек          | ПОРП                                              | СДРП                           | 12 вересня 1989 | 6 липня 1990    |
| Міністр транспорту та морського господарства                                        | Еварист Валігурський         | Незалежний (ГК «Солідарність»)                    | Незалежний (ГК «Солідарність») | 6 липня 1990    | 12 січня 1991   |
| Міністр приватизації                                                                | Вальдемар Кучинський         | Незалежний (ГК «Солідарність»)                    | Незалежний (ГК «Солідарність») | 12 вересня 1989 | 12 січня 1991   |

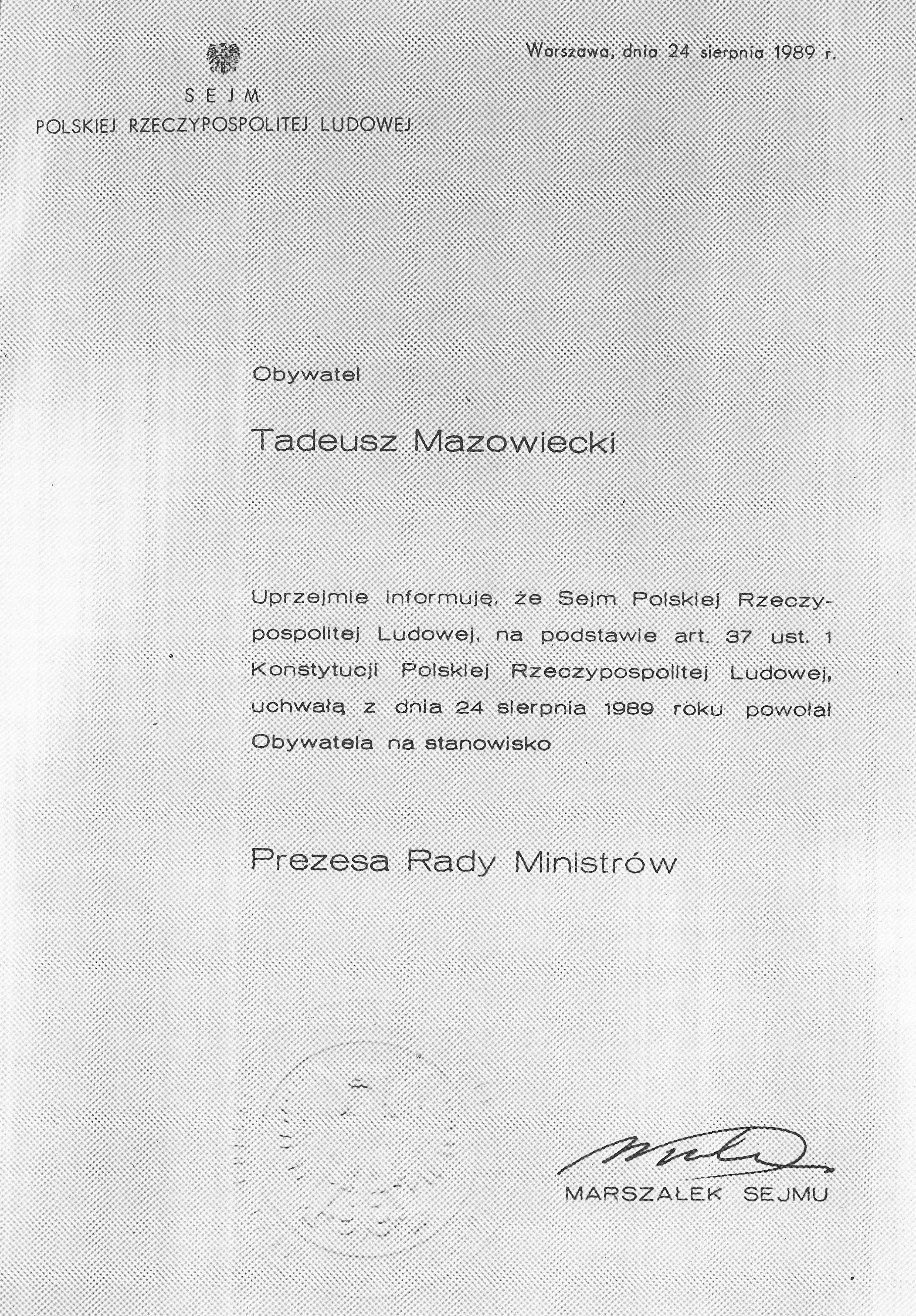
Акт про призначення Тадеуша Мазовецького на посаду прем'єр-міністра Сеймом Польської Народної Республіки 10-го скликання
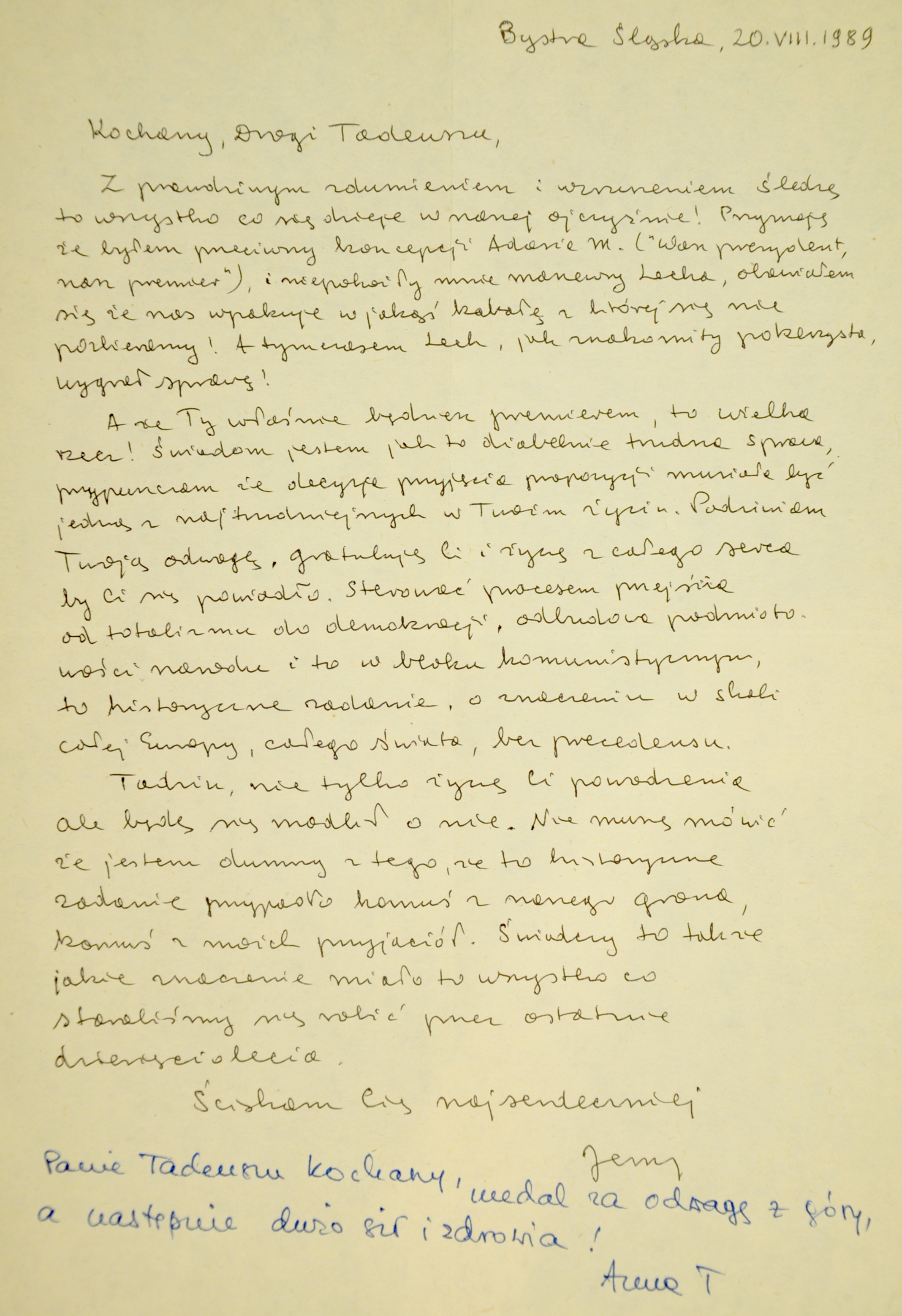
Вітальний лист Тадеушу Мазовецькому від Єжи Туровича